# Style William and Mary

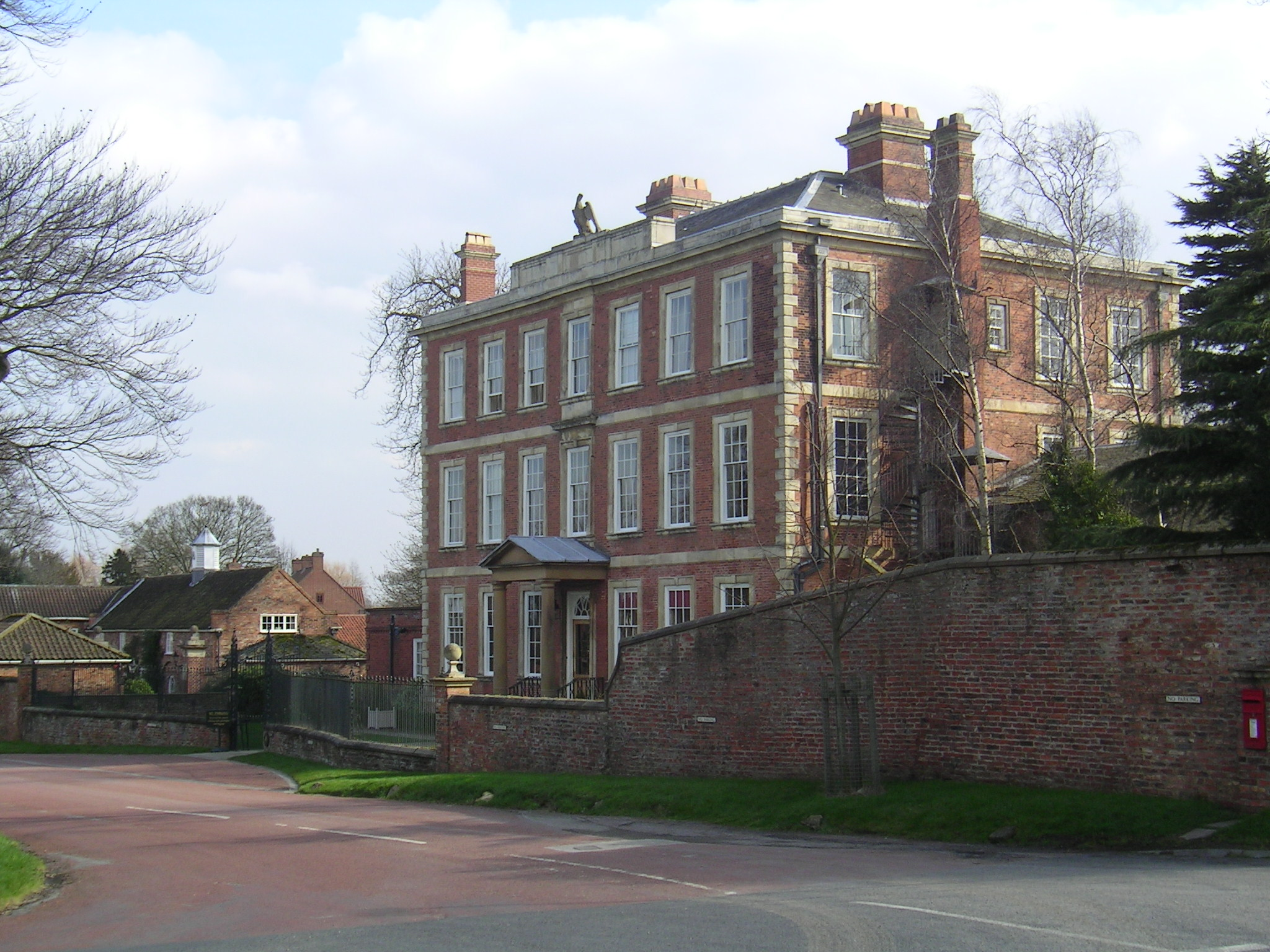
Middlethorpe Hall dans le North Yorkshire en Angleterre est un bâtiment typique du style William and Mary.

Le style William and Mary, ou style Guillaume III et Marie II d'Angleterre, est un style anglais d'ameublement et de décoration de la fin du XVIIe au premier quart du XVIIIe siècle. Il se caractérise par une forte influence flamande et hollandaise doublée de références orientales.

## Contexte
Prince de la famille royale de Hollande, Guillaume III règne avec sa cousine germaine et épouse Marie II sur l'Angleterre, l'Irlande et l'Écosse de 1689 à 1694, date de la mort de cette dernière. Après son décès, Guillaume III continue de régner jusqu'à sa mort en 1702. À son arrivée sur le trône, des artisans hollandais sont amenés en Angleterre, ce qui fait régner une influence d'abord flamande puis progressivement hollandaise sur le mobilier. Le style William and Mary est également influencé par le style Louis XIV, lui-même marqué par le style baroque italien. Il s'étend des années 1685 environ jusqu'en 1725.

## Caractéristiques
Le style William and Mary voit une grande transformation de l'ameublement anglais, qui  devient plus raffiné  : Les meubles, principalement faits de noyer ou d'érable, peints, cirés, laqués ou vernis à l'huile sont moins massifs que le style jacobin, plus élancés et plus hauts. Les pieds des meubles sont des pieds tournés et se terminent par une boule, un chignon ou un «  Spanish foot  » et si les pattes cabrioles apparaissent au cours de la période, elles ne deviennent cependant pas une caractéristique majeure du style. On note également l'utilisation plus courante du placage et de la marqueterie, principalement avec des motifs floraux, des coquillages, des feuilles d'acanthe, des algues ou des dessins orientaux. La quincaillerie est faite de laiton, de fer ou d'argent et se double d'une vocation décorative en plus de sa vocation utilitaire.

## Mobilier

### Les tables
Des tables pliantes en forme de demi-lunes sont fabriquées dans plusieurs formats au cours de la période. Les panneaux pliants sont supportés par un pied supplémentaire pivotante, ou dans le cas de tables papillon, par un support en forme d'ailes de papillon.

### Les bureaux
Le bureau évolue nettement. La surface d'écriture se déplie sur deux supports horizontaux de chaque côté du meuble et dévoile un grand nombre de compartiments de rangement.

### Les chaises
Les chaises aux pattes tournées ont des traverses et des dossiers sculptés, elles se terminent souvent par des «  spanish feet  ». C'est ici l'une des seules utilisations de la sculpture dans le style. Les pieds arrière sont évasés à leur base, le dossier est haut et arrondi pour épouser la forme du dos. Il peut être tapissé ou orné de balustres verticaux tournés, fendus en deux par la suite. On note également l'usage du cannage, en rotin, jonc ou cuir, importé de l'Orient.

### Mobilier nouveau
Le lit de jour apparaît au cours de la période. Il s'agit d'un type de chaise longue avec un dossier ajustable.
Le highboy, meuble hérité du chest-on-chest et dont le nom proviendrait d'une déformation du mot français bois fait également son apparition. Il s'agit d'un empilage de deux corps. La partie du bas, nommée lowboy, est le précurseur de la coiffeuse et consiste en une table à tiroirs supportée par des pieds tournés, renforcés par des traverses en X ou en forme de quadrilatère. La partie supérieure consiste quant à elle en une rangée de deux ou trois petits tiroirs au-dessus de trois grands tiroirs.

## Technique et outillage
Les queues d'aronde sont un type d'assemblage très utilisé au cours de la période. Il permet de faire des meubles aux formes allongées.

## Influence en Amérique
Le style William and Mary s'implante en Amérique au début du XVIIIe siècle. Le style est moins massif qu'en Angleterre, mais fait toujours la part belle aux incrustations et à la marqueterie. Les pièces laquées sont très appréciées. Les chaises, de type Boston, sont plus simples, avec un dossier central et une assise tapissée de cuir. Elles sont fabriquées en grande quantité jusqu'à la fin du XVIIIe siècle. 

## Annexe